# Anna van Litouwen (-1418)
Anna van Litouwen (Litouws: Ona Vytautienė, gestorven: Trakai, 31 juli 1418) was Groothertogin van Litouwen en waarschijnlijk de eerste vrouw van Vytautas de Grote. Ze had met hem één kind: Sophia van Litouwen.

## Biografie

### Afkomst
De afkomst van Anna van Litouwen is in nevelen gehuld. De latere en onbetrouwbare zestiende-eeuwse Bychowieckroniek noemde Anna als de zus van Joeri van Smolensk, de laatste vorst van het Vorstendom Smolensk. De Litouwse historicus Ignus Jonynas wees deze connectie in 1933 van de hand, omdat de contemporaine Eerste Litouwse Kroniek Joeri niet betitelde als de schoonbroer van Vytautas. Jonynas kwam wel met een andere suggestie van de afkomst van Anna. Ze zou namelijk de zus zijn van Sudimantas, een edelman uit Eišiškės die diende in het leger van Vytautas. Dit idee werd later afgewezen door de Poolse historicus Jan Tęgowski.

### Rol in de burgeroorlogen
Waarschijnlijk huwden Anna en Vytautas rond 1370 met elkaar. In 1382 was zij verantwoordelijk voor de ontsnapping van Vytautas uit het kasteel van Krevo. De manier waarop ze haar man bevrijdde verschilt per bron. Volgens de Litouwse Kronieken had ze een paar dienstmeiden bij zich en zou ze een van hen zo ver hebben gekregen om van kleren te wisselen met Vytautas waardoor hij kon ontsnappen. Wigand van Marburg meldt echter dat hij zich als zijn vrouw zou hebben verkleed en zo zou zijn ontsnapt. Er wordt wel aangenomen dat Anna vervolgens in Krevo achterbleef. Hoe zij later is vrijgekomen is echter niet duidelijk.
In 1389 mislukte de coup van Vytautas in Vilnius en vervolgens volgde ze haar man naar de Teutoonse Orde om met hen een bondgenootschap te sluiten tegen groothertog Jogaila. Anna werd vervolgens door de ridders gegijzeld om er voor te zorgen dat haar man zich aan zijn woord zou houden. De strijdbijl tussen de twee werd in 1392 begraven met het Akkoord van Ostrów.

### Latere leven
In 1396 begeleidde Anna haar man naar Kežmarok voor een onderhoud met de Hongaarse koning Sigismund van Hongarije met wie zij geschenken uitwisselden. Twee jaar later was ze ook aanwezig bij de onderhandelingen van het Verdrag van Salynas. Ze bleef vervolgens een goede relatie onderhouden met de Teutoonse Orde die haar door de jaren heen verscheidene dure cadeaus gaf. Na haar dood in 1418 werden er in Pruisen requiemmissen voor haar gehouden in opdracht van de orde. Ze werd begraven in de Kathedraal van Vilnius. Na haar dood hertrouwde Vytautas met Uliana Olshanska.